# Michigan Author Award
 (mars 2025).
Motif : Notoriété nationale ? Prix local apparemment
- Archive Wikiwix
- Bing
- Cairn
- DuckDuckGo
- E. Universalis
- Gallica
- Google
- G. Books
- G. News
- G. Scholar
- Persée
- Qwant
- (zh) Baidu
- (ru) Yandex
- (wd) trouver des œuvres sur Wikidata

| 1. | Préciser le motif de la pose du bandeau. | Précisez le motif de la pose du bandeau en utilisant la syntaxe suivante : {{admissibilité à vérifier\|date=mars 2025\|motif=remplacez ce texte par le motif}}                             |
| 2. | Informer les utilisateurs concernés.     | Pensez à avertir le créateur de l'article, par exemple, en insérant le code ci-dessous sur sa page de discussion : {{subst:avertissement admissibilité à vérifier\|Michigan Author Award}} |

Le Michigan Author Award est un prix littéraire américain, décerné annuellement de l'association des bibliothécaires du Michigan.
Le jury est composé de bibliothécaires du Michigan et de représentants de Michigan Center for Books. Le prix est accordé  pour le mérite littéraire général.

## Auteurs primés
- 2024 Anne-Marie Oomen[1]

- 2012 Bonnie Jo Campbell
- 2011 Gary D. Schmidt
- 2010 John Smolens
- 2009 Dave Dempsey
- 2008 Tom Stanton
- 2007 Sarah Stewart
- 2006 Steve Hamilton
- 2005 Christopher Paul Curtis
- 2004 Patricia Polacco
- 2003 Diane Wakoski
- 2002 Nicholas Delbanco
- 2001 Thomas Lynch
- 2000 Janie Lynn Panagopoulos
- 1999 Jerry Dennis
- 1998 Gloria Whelan
- 1997 Loren Estleman
- 1996 Elmore Leonard
- 1995 Janet Kauffman
- 1994 Nancy Willard (en)
- 1993 Charles Baxter
- 1992 Dan Gerber